# Spiritwood
Spiritwood – jednostka osadnicza w Stanach Zjednoczonych, w stanie Dakota Północna, w hrabstwie Stutsman.